# 千古
千古是许嵩作词、作曲的一首中国风歌曲，其中阿兰演唱版本发布于2015年7月14日，而许嵩本人的演唱版本发布于2015年8月20日。

## 歌曲特点
该歌曲以干净利落、清朗质朴的音乐语言，描摹对爱情的感伤与眷恋，也营造了更为开阔的赏味格局。词作方面，微微带有文言气息的现代文法，细腻与洒脱并存，字里行间满溢许嵩的个人风格，见字如面。

## 获得奖项
- 2016年4月10日，第四届音悦v榜年度盛典上获年度影视金曲奖[3]

## 音樂錄影帶
- 〈千古〉MV，導演：白云飞。